# Serie A2 2010-2011 (hockey su ghiaccio)
La Serie A2 di hockey su ghiaccio 2010-2011 viene organizzata dalla Federazione Italiana Sport del Ghiaccio e dalla Lega Italiana Hockey Ghiaccio.
La stagione si è conclusa con i WSV Sterzing Broncos vincitori del titolo e promossi in Serie A per la stagione 2011-2012.

## Squadre
Nove sono le squadre iscritte alla seconda serie. Alle otto squadre partecipanti nella stagione 2009-2010 si è infatti aggiunto l'EV Bozen 84. Nel corso dell'estate i Broncos Vipiteno, avevano chiesto di poter accedere alla massima serie, ma la loro richiesta, sebbene la squadra avesse ceduto il posto in A nella stagione precedente al Valpellice, è stata respinta dapprima dalla Federazione, e poi dall'Alta Corte di giustizia sportiva del CONI.
| EV Bozen 84      | Bolzano              | Pista da ghiaccio Sill         | 2.500 |
| HC Eppan         | Appiano s.S.d.V      | Stadio del Ghiaccio di Appiano | 1.500 |
| HC Gherdëina     | Selva di Val Gardena | Pranives                       | 2.000 |
| SV Kaltern       | Caldaro s.S.d.V      | Palaghiaccio Caldaro           | 1.500 |
| Merano Junior    | Merano               | MeranArena                     | 3.000 |
| Milano Rossoblu  | Milano               | Stadio del ghiaccio Agorà      | 4.000 |
| HC Neumarkt      | Egna                 | WürthArena                     | 1.200 |
| Real Torino      | Torino               | Palasport Tazzoli              | 3.000 |
| Sterzing Broncos | Vipiteno             | DiscoArena                     | 1.700 |

## Formula
La formula prevede, nella prima fase, un doppio girone di andata e ritorno. Ai play-off parteciperanno le otto migliori squadre della regular season con vantaggio del campo alla miglior classificata. Le gare dei play-off, comprendenti quarti di finale, semifinali e finale, si svolgeranno al meglio delle sette gare.
La squadra prima classificata al termine del primo girone di andata e ritorno, l'HC Gherdëina, si è qualificata per la Coppa Italia 2010-2011.

## Stagione regolare

### Primo girone
3 ottobre 2010 - 5 dicembre 2010
| 1ª          | giornata         | 10ª         |
| 3 ott. 2010 |                  | 5 nov. 2010 |
| 7-1         | Appiano-EV Bozen | 7-1         |
| 7-2         | Milano-Merano    | 2-6         |
| 8-7         | Torino-Egna      | 2-4         |
| 4-2         | Vipiteno-Gardena | 2-3 dts     |

| 4ª           | giornata        | 13ª          |
| 15 ott. 2010 |                 | 19 nov. 2010 |
| 1-5          | Caldaro-Egna    | 5-2          |
| 3-14         | EV Bozen-Torino | 2-4          |
| 2-5          | Merano-Gardena  | 3-5          |
| 3-1          | Milano-Vipiteno | 3-5          |

| 7ª           | giornata        | 16ª          |
| 24 ott. 2010 |                 | 28 nov. 2010 |
| 3-5          | Caldaro-Gardena | 0-7          |
| 4-5          | Egna-Vipiteno   | 2-1 dts      |
| 6-1          | Merano-EV Bozen | 4-2          |
| 4-2          | Torino-Appiano  | 1-7          |

| 2ª          | giornata         | 11ª         |
| 8 ott. 2010 |                  | 7 nov. 2010 |
| 2-4         | Caldaro-Vipiteno | 1-3         |
| 0-14        | EV Bozen-Milano  | 1-7         |
| 7-1         | Gardena-Torino   | 6-3         |
| 5-4 dr      | Merano-Appiano   | 1-5         |

| 5ª           | giornata         | 14ª          |
| 17 ott. 2010 |                  | 21 nov. 2010 |
| 2-1          | Caldaro-Torino   | 5-2          |
| 1-7          | EV Bozen-Egna    | 1-5          |
| 6-3          | Gardena-Milano   | 4-6          |
| 4-2          | Vipiteno-Appiano | 2-5          |

| 8ª           | giornata        | 17ª         |
| 29 ott. 2010 |                 | 3 dic. 2010 |
| 1-3          | Appiano-Milano  | 1-3         |
| 3-5          | Gardena-Egna    | 6-5         |
| 3-2 dr       | Merano-Caldaro  | 1-0         |
| 1-4          | Vipiteno-Torino | 4-3         |

| 3ª           | giornata          | 12ª          |
| 10 ott. 2010 |                   | 14 nov. 2010 |
| 4-3 dr       | Appiano-Egna      | 2-7          |
| 4-5          | Milano-Caldaro    | 5-3          |
| 0-4          | Torino-Merano     | 6-4          |
| 9-1          | Vipiteno-EV Bozen | 12-0         |

| 6ª           | giornata         | 15ª          |
| 22 ott. 2010 |                  | 26 nov. 2010 |
| 7-1          | Appiano-Caldaro  | 8-0          |
| 13-1         | Gardena-EV Bozen | 6-3          |
| 3-4          | Milano-Egna      | 3-6          |
| 6-0          | Vipiteno-Merano  | 3-4          |

| 9ª           | giornata         | 18ª         |
| 31 ott. 2010 |                  | 5 dic. 2010 |
| 3-4          | Appiano-Gardena  | 2-8         |
| 7-4          | Caldaro-EV Bozen | 7-1         |
| 4-1          | Egna-Merano      | 4-7         |
| 5-4 dts      | Torino-Milano    | 3-4         |

Legenda: dts = dopo i tempi supplementari; dr = dopo i tiri di rigore

### Secondo girone
10 dicembre 2010 - 8 febbraio 2011
| 19ª          | giornata         | 28ª         |
| 10 dic. 2010 |                  | 9 gen. 2011 |
| 8-3          | Appiano-EV Bozen | 7-1         |
| 6-2          | Milano-Merano    | 2-4         |
| 3-2 dts      | Torino-Egna      | 0-7         |
| 3-1          | Vipiteno-Gardena | 5-7         |

| 22ª          | giornata        | 31ª          |
| 22 dic. 2010 |                 | 21 gen. 2011 |
| 2-3          | Caldaro-Egna    | 3-4          |
| 4-11         | EV Bozen-Torino | 1-7          |
| 3-2          | Merano-Gardena  | 0-4          |
| 2-3 dr       | Milano-Vipiteno | 1-2          |

| 25ª         | giornata        | 34ª          |
| 2 gen. 2011 |                 | 30 gen. 2011 |
| 1-4         | Caldaro-Gardena | 0-3          |
| 5-2         | Egna-Vipiteno   | 7-5          |
| 8-2         | Merano-EV Bozen | 10-3         |
| 4-5 dts     | Torino-Appiano  | 3-9          |

| 20ª          | giornata         | 29ª          |
| 12 dic. 2010 |                  | 14 gen. 2011 |
| 4-8          | Caldaro-Vipiteno | 3-8          |
| 4-5 dts      | EV Bozen-Milano  | 2-6          |
| 3-2 dts      | Gardena-Torino   | 7-4          |
| 0-4          | Merano-Appiano   | 6-8          |

| 23ª          | giornata         | 32ª          |
| 26 dic. 2010 |                  | 26 gen. 2011 |
| 1-3          | Caldaro-Torino   | 3-7          |
| 3-9          | EV Bozen-Egna    | 2-5          |
| 5-2          | Gardena-Milano   | 3-1          |
| 2-4          | Vipiteno-Appiano | 2-1          |

| 26ª         | giornata        | 35ª         |
| 4 gen. 2011 |                 | 4 feb. 2011 |
| 0-2         | Appiano-Milano  | 1-5         |
| 6-3         | Gardena-Egna    | 3-2 dts     |
| 0-4         | Merano-Caldaro  | 4-7         |
| 3-1         | Vipiteno-Torino | 3-2         |

| 21ª          | giornata          | 30ª          |
| 19 dic. 2010 |                   | 16 gen. 2011 |
| 3-5          | Appiano-Egna      | 3-4          |
| 2-5          | Milano-Caldaro    | 2-3 dts      |
| 0-6          | Torino-Merano     | 2-3          |
| 7-2          | Vipiteno-EV Bozen | 6-2          |

| 24ª          | giornata         | 33ª          |
| 29 dic. 2010 |                  | 28 gen. 2010 |
| 3-1          | Appiano-Caldaro  | 1-5          |
| 7-1          | Gardena-EV Bozen | 8-1          |
| 2-3          | Milano-Egna      | 2-3          |
| 6-0          | Vipiteno-Merano  | 4-0          |

| 27ª         | giornata         | 36ª         |
| 6 gen. 2011 |                  | 8 feb. 2011 |
| 3-4 dts     | Appiano-Gardena  | 1-4         |
| 5-1         | Caldaro-EV Bozen | 8-2         |
| 5-1         | Egna-Merano      | 5-6 dts     |
| 2-3 dr      | Torino-Milano    | 2-4         |

Legenda: dts = dopo i tempi supplementari; dr = dopo i tiri di rigore

### Classifica
|  | Pos. | Squadra          | Pt | G  | V  | VOT | POT | P  | GF  | GS  | DR   |
|  | ---- | ---------------- | -- | -- | -- | --- | --- | -- | --- | --- | ---- |
|  | 1.   | Gherdëina        | 77 | 32 | 23 | 4   | 0   | 5  | 165 | 78  | +87  |
|  | 2.   | Neumarkt-Egna    | 69 | 32 | 21 | 1   | 4   | 6  | 146 | 99  | +47  |
|  | 3.   | Vipiteno Broncos | 67 | 32 | 21 | 1   | 2   | 8  | 135 | 81  | +54  |
|  | 4.   | Milano Rossoblu  | 49 | 32 | 14 | 2   | 3   | 13 | 121 | 97  | +24  |
|  | 5.   | Eppan-Appiano    | 48 | 32 | 14 | 2   | 2   | 14 | 125 | 103 | +22  |
|  | 6.   | Merano Junior    | 45 | 32 | 13 | 3   | 0   | 16 | 106 | 120 | -14  |
|  | 7.   | Kaltern-Caldaro  | 39 | 32 | 12 | 1   | 1   | 18 | 99  | 114 | -15  |
|  | 8.   | Real Torino      | 37 | 32 | 10 | 2   | 3   | 17 | 114 | 130 | -16  |
|  | 9.   | EV Bozen         | 1  | 32 | 0  | 0   | 1   | 31 | 57  | 246 | -189 |

Legenda:

      Ammesse ai Playoff
Note:

Tre punti a vittoria, due punti a vittoria dopo overtime o rigori, un punto a sconfitta dopo overtime o rigori, zero a sconfitta.

## Play Off
|  | Quarti di finale | Quarti di finale | Quarti di finale | Quarti di finale | Quarti di finale | Quarti di finale | Quarti di finale | Quarti di finale | Quarti di finale |   |                 | Semifinali | Semifinali | Semifinali | Semifinali | Semifinali | Semifinali | Semifinali | Semifinali | Semifinali |  |   | Finali    | Finali | Finali | Finali | Finali | Finali | Finali | Finali | Finali |  |  |
|  |                  |                  |                  |                  |                  |                  |                  |                  |                  |   |                 |            |            |            |            |            |            |            |            |            |  |   |           |        |        |        |        |        |        |        |        |  |  |
|  | 1                | Gherdëina        | 7                | 6                | 2                | 6                |                  |                  |                  |   |                 |            |            |            |            |            |            |            |            |            |  |   |           |        |        |        |        |        |        |        |        |  |  |
|  | 8                | Real Torino      | 1                | 3                | 1                | 2                |                  |                  |                  |   |                 |            |            |            |            |            |            |            |            |            |  |   |           |        |        |        |        |        |        |        |        |  |  |
|  | 8                | Real Torino      | 1                | 3                | 1                | 2                |                  | 1                | Gherdëina        | 3 | 2               | 5          | 3          | 5          |            |            |            |            |            |            |  |   |           |        |        |        |        |        |        |        |        |  |  |
|  |                  |                  |                  |                  |                  |                  |                  |                  |                  | 3 | 2               | 5          | 3          | 5          |            |            |            |            |            |            |  |   |           |        |        |        |        |        |        |        |        |  |  |
|  |                  | 4                | Milano Rossoblu  | 0                | 4                | 1                | 2                | 0                |                  |   |                 |            |            |            |            |            |            |            |            |            |  |   |           |        |        |        |        |        |        |        |        |  |  |
|  | 4                | 4                | Milano Rossoblu  | 0                | 4                | 1                | 2                | 0                | Milano Rossoblu  | 3 | 4†              | 3          | 3          | 1‡         |            |            |            |            |            |            |  |   |           |        |        |        |        |        |        |        |        |  |  |
|  | 4                |                  |                  |                  |                  |                  |                  |                  | Milano Rossoblu  | 3 | 4†              | 3          | 3          | 1‡         |            |            |            |            |            |            |  |   |           |        |        |        |        |        |        |        |        |  |  |
|  | 5                | Eppan-Appiano    | 1                | 3                | 2                | 4†               | 0                |                  |                  |   |                 |            |            |            |            |            |            |            |            |            |  |   |           |        |        |        |        |        |        |        |        |  |  |
|  |                  |                  |                  |                  |                  |                  |                  |                  |                  |   |                 |            |            |            |            |            |            |            |            |            |  | 1 | Gherdëina | 3      | 2      | 6      | 1      | 2      | 3      |        |        |  |  |
|  |                  |                  | 3                | Vipiteno Broncos | 4†               | 3                | 3                | 5                | 1                | 4 |                 |            |            |            |            |            |            |            |            |            |  |   |           |        |        |        |        |        |        |        |        |  |  |
|  | 2                | Neumarkt-Egna    | 5                | 2                | 3                | 4                | 2                | 1                |                  |   |                 |            |            |            |            |            |            |            |            |            |  |   |           |        |        |        |        |        |        |        |        |  |  |
|  | 7                | Kaltern-Caldaro  | 3                | 7                | 2                | 6                | 3                | 6                |                  |   |                 |            |            |            |            |            |            |            |            |            |  |   |           |        |        |        |        |        |        |        |        |  |  |
|  | 7                | Kaltern-Caldaro  | 3                | 7                | 2                | 6                | 3                | 6                |                  | 7 | Kaltern-Caldaro | 2          | 5†         | 1          | 1          | 3          |            |            |            |            |  |   |           |        |        |        |        |        |        |        |        |  |  |
|  |                  |                  |                  |                  |                  |                  |                  |                  |                  | 7 | Kaltern-Caldaro | 2          | 5†         | 1          | 1          | 3          |            |            |            |            |  |   |           |        |        |        |        |        |        |        |        |  |  |
|  |                  | 3                | Vipiteno Broncos | 3                | 4                | 5                | 4                | 6                |                  |   |                 |            |            |            |            |            |            |            |            |            |  |   |           |        |        |        |        |        |        |        |        |  |  |
|  | 3                | 3                | Vipiteno Broncos | 3                | 4                | 5                | 4                | 6                | Vipiteno Broncos | 4 | 2               | 8          | 4          | 1          | 5          |            |            |            |            |            |  |   |           |        |        |        |        |        |        |        |        |  |  |
|  | 3                |                  |                  |                  |                  |                  |                  |                  | Vipiteno Broncos | 4 | 2               | 8          | 4          | 1          | 5          |            |            |            |            |            |  |   |           |        |        |        |        |        |        |        |        |  |  |
|  | 6                | Merano Junior    | 1                | 4                | 0                | 1                | 2                | 2                |                  |   |                 |            |            |            |            |            |            |            |            |            |  |   |           |        |        |        |        |        |        |        |        |  |  |

†: partita terminata ai tempi supplementari; ‡: partita terminata ai tiri di rigore

### Quarti di finale

#### Gardena - Torino
| Selva di Val Gardena 13 febbraio 2011, ore 20.30 | Gherdëina-Gardena                | 7 – 1 (4-0; 1-1; 2-0) referto | Real Torino | Pranives (700 spett.)\| Arbitri: \| Fabrizio Fratter Andrea Benvegnu \| |
| Arbitri:                                         | Fabrizio Fratter Andrea Benvegnu |                               |             |                                                                         |

| Torino 16 febbraio 2011, ore 20.30 | Real Torino   | 3 – 6 (0-1; 0-4; 3-1) referto | Gherdëina-Gardena | Palaghiaccio Tazzoli (350 spett.)\| Arbitro: \| Massimo Decol \| |
| Arbitro:                           | Massimo Decol |                               |                   |                                                                  |

| Selva di Val Gardena 18 febbraio 2011, ore 20.30 | Gherdëina-Gardena           | 2 – 1 (0-0; 1-0; 1-1) referto | Real Torino | Pranives (777 spett.)\| Arbitri: \| Max Rebeschin Davide Deidda \| |
| Arbitri:                                         | Max Rebeschin Davide Deidda |                               |             |                                                                    |

| Torino 20 febbraio 2011, ore 19.30 | Real Torino                      | 2 – 6 (0-0; 1-3; 1-3) referto | Gherdëina-Gardena | Palaghiaccio Tazzoli (450 spett.)\| Arbitri: \| Andrea Benvegnu Fabrizio Fratter \| |
| Arbitri:                           | Andrea Benvegnu Fabrizio Fratter |                               |                   |                                                                                     |

#### Egna - Caldaro
| Egna 13 febbraio 2011, ore 19.00 | Neumarkt-Egna               | 5 – 3 (1-1; 3-2; 1-0) referto | Kaltern-Caldaro | Palaghiaccio Egna (937 spett.)\| Arbitri: \| Thomas Gasser Marco Bagozza \| |
| Arbitri:                         | Thomas Gasser Marco Bagozza |                               |                 |                                                                             |

| Caldaro sulla Strada del Vino 16 febbraio 2011, ore 20.30 | Kaltern-Caldaro               | 7 – 2 (3-1; 2-1; 2-0) referto | Neumarkt-Egna | Palaghiaccio Caldaro (220 spett.)\| Arbitri: \| Thomas Gasser Andrea Benvegnu \| |
| Arbitri:                                                  | Thomas Gasser Andrea Benvegnu |                               |               |                                                                                  |

| Egna 18 febbraio 2011, ore 20.30 | Neumarkt-Egna                    | 3 – 2 (1-1; 1-0; 1-1) referto | Kaltern-Caldaro | Palaghiaccio Egna (856 spett.)\| Arbitri: \| Gregory Loreggia Claudio Ferrini \| |
| Arbitri:                         | Gregory Loreggia Claudio Ferrini |                               |                 |                                                                                  |

| Caldaro sulla Strada del Vino 20 febbraio 2011, ore 18.30 | Kaltern-Caldaro             | 6 – 4 (1-2; 4-2; 1-0) referto | Neumarkt-Egna | Palaghiaccio Caldaro (465 spett.)\| Arbitri: \| Daniel Gamper Massimo Decol \| |
| Arbitri:                                                  | Daniel Gamper Massimo Decol |                               |               |                                                                                |

| Egna 23 febbraio 2011, ore 20.30 | Neumarkt-Egna                  | 2 – 3 (1-0; 1-2; 0-1) referto | Kaltern-Caldaro | Palaghiaccio Egna (854 spett.)\| Arbitri: \| Luca Cavazzana Claudio Ferrini \| |
| Arbitri:                         | Luca Cavazzana Claudio Ferrini |                               |                 |                                                                                |

| Caldaro sulla Strada del Vino 25 febbraio 2011, ore 20.30 | Kaltern-Caldaro                   | 6 – 1 (3-0; 2-1; 1-0) referto | Neumarkt-Egna | Palaghiaccio Caldaro (560 spett.)\| Arbitri: \| Max Rebeschin Michele Gastaldelli \| |
| Arbitri:                                                  | Max Rebeschin Michele Gastaldelli |                               |               |                                                                                      |

#### Vipiteno - Merano
| Vipiteno 13 febbraio 2011, ore 18.30 | Vipiteno Broncos                | 4 – 1 (1-0; 3-0; 0-1) referto | Merano Junior | Disco Arena (950 spett.)\| Arbitri: \| Gregory Loreggia Marco Mirrione \| |
| Arbitri:                             | Gregory Loreggia Marco Mirrione |                               |               |                                                                           |

| Merano 16 febbraio 2011, ore 20.30 | Merano Junior                 | 4 – 2 (2-0; 1-1; 1-1) referto | Vipiteno Broncos | MeranArena (450 spett.)\| Arbitri: \| Marco Bagozza Claudio Ferrini \| |
| Arbitri:                           | Marco Bagozza Claudio Ferrini |                               |                  |                                                                        |

| Vipiteno 18 febbraio 2011, ore 20.30 | Vipiteno Broncos               | 8 – 0 (2-0; 6-0; 0-0) referto | Merano Junior | Disco Arena (1.056 spett.)\| Arbitri: \| Thomas Gasser Fabrizio Fratter \| |
| Arbitri:                             | Thomas Gasser Fabrizio Fratter |                               |               |                                                                            |

| Merano 20 febbraio 2011, ore 18.30 | Merano Junior                  | 1 – 4 (0-2; 0-2; 1-0) referto | Vipiteno Broncos | MeranArena (550 spett.)\| Arbitri: \| Luca Cavazzana Claudio Ferrini \| |
| Arbitri:                           | Luca Cavazzana Claudio Ferrini |                               |                  |                                                                         |

| Vipiteno 23 febbraio 2011, ore 20.30 | Vipiteno Broncos              | 1 – 2 (0-1; 0-0; 1-1) referto | Merano Junior | Disco Arena (832 spett.)\| Arbitri: \| Andrea Benvegnu Max Rebeschin \| |
| Arbitri:                             | Andrea Benvegnu Max Rebeschin |                               |               |                                                                         |

| Merano 25 febbraio 2011, ore 20.30 | Merano Junior                  | 2 – 5 (2-2; 0-1; 0-2) referto | Vipiteno Broncos | MeranArena (600 spett.)\| Arbitri: \| Luca Cavazzana Claudio Ferrini \| |
| Arbitri:                           | Luca Cavazzana Claudio Ferrini |                               |                  |                                                                         |

#### Milano - Appiano
| Milano 13 febbraio 2011, ore 19.00 | Milano Rossoblu                | 3 – 1 (1-0; 1-1; 1-0) referto | Eppan-Appiano | Stadio del Ghiaccio Agorà (800 spett.)\| Arbitri: \| Luca Cavazzana Claudio Ferrini \| |
| Arbitri:                           | Luca Cavazzana Claudio Ferrini |                               |               |                                                                                        |

| Appiano sulla Strada del Vino 16 febbraio 2011, ore 20.30 | Eppan-Appiano               | 3 – 4 (d.t.s.) (0-1; 1-0; 2-2) referto | Milano Rossoblu | Stadio del Ghiaccio di Appiano (626 spett.)\| Arbitri: \| Davide Deidda Max Rebeschin \| |
| Arbitri:                                                  | Davide Deidda Max Rebeschin |                                        |                 |                                                                                          |

| Milano 18 febbraio 2011, ore 20.30 | Milano Rossoblu                | 3 – 2 (2-0; 1-1; 0-1) referto | Eppan-Appiano | Stadio del Ghiaccio Agorà (1.200 spett.)\| Arbitri: \| Luca Cavazzana Andrea Benvegnu \| |
| Arbitri:                           | Luca Cavazzana Andrea Benvegnu |                               |               |                                                                                          |

| Appiano sulla Strada del Vino 20 febbraio 2011, ore 18.30 | Eppan-Appiano               | 4 – 3 (d.t.s.) (1-1; 2-1; 0-1) referto | Milano Rossoblu | Stadio del Ghiaccio di Appiano\| Arbitri: \| Davide Deidda Marco Bagozza \| |
| Arbitri:                                                  | Davide Deidda Marco Bagozza |                                        |                 |                                                                             |

| Milano 23 febbraio 2011, ore 20.30 | Milano Rossoblu                   | 1 – 0 (d.t.s.) (0-0; 0-0; 0-0; 0-0) referto | Eppan-Appiano | Stadio del Ghiaccio Agorà (729 spett.)\| Arbitri: \| Thomas Gasser Michele Gastaldelli \| |
| Arbitri:                           | Thomas Gasser Michele Gastaldelli |                                             |               |                                                                                           |

### Semifinali

#### Gardena - Milano
| Selva di Val Gardena 2 marzo 2011, ore 20.30 | Gherdëina-Gardena             | 3 – 0 (0-0; 1-0; 2-0) referto | Milano Rossoblu | Pranives (1.111 spett.)\| Arbitri: \| Davide Deidda Claudio Ferrini \| |
| Arbitri:                                     | Davide Deidda Claudio Ferrini |                               |                 |                                                                        |

| Milano 4 marzo 2011, ore 20.30 | Milano Rossoblu                | 4 – 2 (2-2; 1-0; 1-0) referto | Gherdëina-Gardena | Stadio del Ghiaccio Agorà (1.500 spett.)\| Arbitri: \| Massimo Decol Mauro Scanacapra \| |
| Arbitri:                       | Massimo Decol Mauro Scanacapra |                               |                   |                                                                                          |

| Selva di Val Gardena 6 marzo 2011, ore 20.30 | Gherdëina-Gardena             | 5 – 1 (1-0; 2-1; 2-0) referto | Milano Rossoblu | Pranives (1.250 spett.)\| Arbitri: \| Max Rebeschin Andrea Benvegnu \| |
| Arbitri:                                     | Max Rebeschin Andrea Benvegnu |                               |                 |                                                                        |

| Milano 9 marzo 2011, ore 20.30 | Milano Rossoblu                | 2 – 3 (1-1; 1-1; 0-1) referto | Gherdëina-Gardena | Stadio del Ghiaccio Agorà (1.200 spett.)\| Arbitri: \| Max Rebeschin Mauro Scanacapra \| |
| Arbitri:                       | Max Rebeschin Mauro Scanacapra |                               |                   |                                                                                          |

| Selva di Val Gardena 11 marzo 2011, ore 20.30 | Gherdëina-Gardena             | 5 – 0 (1-0; 1-0; 3-0) referto | Milano Rossoblu | Pranives (1.350 spett.)\| Arbitri: \| Max Rebeschin Andrea Benvegnu \| |
| Arbitri:                                      | Max Rebeschin Andrea Benvegnu |                               |                 |                                                                        |

#### Vipiteno - Caldaro
| Vipiteno 2 marzo 2011, ore 20.30 | Vipiteno Broncos             | 3 – 2 (0-1; 2-0; 1-1) referto | Kaltern-Caldaro | Disco Arena (967 spett.)\| Arbitri: \| Luca Cavazzana Daniel Gamper \| |
| Arbitri:                         | Luca Cavazzana Daniel Gamper |                               |                 |                                                                        |

| Caldaro sulla Strada del Vino 4 marzo 2011, ore 20.30 | Kaltern-Caldaro                 | 5 – 4 (d.t.s.) (1-0; 1-1; 2-3) referto | Vipiteno Broncos | Palaghiaccio Caldaro (450 spett.)\| Arbitri: \| Andrea Benvegnu Claudio Ferrini \| |
| Arbitri:                                              | Andrea Benvegnu Claudio Ferrini |                                        |                  |                                                                                    |

| Vipiteno 6 marzo 2011, ore 18.30 | Vipiteno Broncos             | 5 – 1 (2-0; 2-1; 1-0) referto | Kaltern-Caldaro | Disco Arena (1.276 spett.)\| Arbitri: \| Luca Cavazzana Daniel Gamper \| |
| Arbitri:                         | Luca Cavazzana Daniel Gamper |                               |                 |                                                                          |

| Caldaro sulla Strada del Vino 9 marzo 2011, ore 20.30 | Kaltern-Caldaro               | 1 – 4 (0-1; 0-2; 1-1) referto | Vipiteno Broncos | Palaghiaccio Caldaro (446 spett.)\| Arbitri: \| Claudio Ferrini Marco Bagozza \| |
| Arbitri:                                              | Claudio Ferrini Marco Bagozza |                               |                  |                                                                                  |

| Vipiteno 11 marzo 2011, ore 20.30 | Vipiteno Broncos              | 6 – 3 (3-1; 1-2; 2-0) referto | Kaltern-Caldaro | Disco Arena (1.211 spett.)\| Arbitri: \| Claudio Ferrini Thomas Gasser \| |
| Arbitri:                          | Claudio Ferrini Thomas Gasser |                               |                 |                                                                           |

### Finale

#### Gardena - Vipiteno
| Selva di Val Gardena 18 marzo 2011, ore 20.30 | Gherdëina-Gardena             | 3 – 4 (d.t.s.) (0-0; 3-1; 0:-2) referto | Vipiteno Broncos | Pranives\| Arbitri: \| Andrea Benvegnu Max Rebeschin \| |
| Arbitri:                                      | Andrea Benvegnu Max Rebeschin |                                         |                  |                                                         |

| Vipiteno 20 marzo 2011, ore 18.30 | Vipiteno Broncos                    | 3 – 2 (1-1; 2-1; 0-0) referto | Gherdëina-Gardena | Disco Arena (1.358 spett.)\| Arbitri: \| Claudio Ferrini Michele Gastaldelli \| |
| Arbitri:                          | Claudio Ferrini Michele Gastaldelli |                               |                   |                                                                                 |

| Selva di Val Gardena 23 marzo 2011, ore 20.30 | Gherdëina-Gardena                   | 6 – 3 (1-1; 1-1; 4-1) referto | Vipiteno Broncos | Pranives (1.100 spett.)\| Arbitri: \| Michele Gastaldelli Claudio Ferrini \| |
| Arbitri:                                      | Michele Gastaldelli Claudio Ferrini |                               |                  |                                                                              |

| Vipiteno 25 marzo 2011, ore 20.30 | Vipiteno Broncos                 | 5 – 1 (1-1; 2-0; 2-0) referto | Gherdëina-Gardena | Disco Arena (1.348 spett.)\| Arbitri: \| Pietro Gagliardi Andrea Benvegnu \| |
| Arbitri:                          | Pietro Gagliardi Andrea Benvegnu |                               |                   |                                                                              |

| Selva di Val Gardena 27 marzo 2011, ore 20.30 | Gherdëina-Gardena                | 2 – 1 (0-1; 2-0; 0-0) referto | Vipiteno Broncos | Pranives (1.300 spett.)\| Arbitri: \| Pietro Gagliardi Andrea Benvegnu \| |
| Arbitri:                                      | Pietro Gagliardi Andrea Benvegnu |                               |                  |                                                                           |

| Vipiteno 30 marzo 2011, ore 20.30 | Vipiteno Broncos                    | 4 – 3 (2-1; 1-2; 1-0) referto | Gherdëina-Gardena | Disco Arena (1.350 spett.)\| Arbitri: \| Andrea Benvegnù Michele Gastaldelli \| |
| Arbitri:                          | Andrea Benvegnù Michele Gastaldelli |                               |                   |                                                                                 |

## Verdetti
- Campione di Serie A2: Wintersportverein Vipiteno - Sterzing Broncos (3º titolo)

| Campioni Serie A2 2010-2011 WSV Sterzing Broncos | Portieri: Samuel Messner, Thomas Tragust, Dominik Steinmann Difensori: Simon Baur, Daniel Maffia, Philipp Pircher, Roland Battisti, Fabian Hackhofer, Michael Schutte, Oļegs Sorokins, Luca Scardoni, Christian Rainer Attaccanti: Markus Gander, Mike Hamilton, Hannes Stofner, Alex Lanz, Martin Haller, Paolo Bustreo, Thomas Pichler, Randall Gelech, Tobias Kofler, Florian Wieser, Christian Sottsas, Patrick Mair, Oliver Schenk, Daniel Erlacher Staff Tecnico: Christopher Oly Hicks (Allenatore), Alexander Gschliesser (Ass. allenatore), Jeff Job (Ass. allenatore) |

- Promozioni in Serie A: Wintersportverein Vipiteno - Sterzing Broncos.